# Cratere Kristina
Kristina  è un cratere sulla superficie di Venere.